# Élections présidentielles sous la Cinquième République dans la Seine-Maritime
Depuis l'adoption de la Constitution de la Cinquième République française en 1958, dix élections présidentielles ont eu lieu afin d'élire le président de la République. Cette page présente les résultats de ces élections dans la Seine-Maritime.

## Synthèse des résultats du second tour
La Seine-Maritime a tendance  à voter plus à gauche que la France. C'est en particulier le cas en 1974 et 1995 où le département place en tête respectivement François Mitterrand (53,43 %) et Lionel Jospin (53,23 %) alors qu'au niveau national sont élus Valéry Giscard d'Estaing (50,81 %) et Jacques Chirac (52,64 %). En 2007, Ségolène frôle la barre des 50 % (49,8 %). En 2012 François Hollande obtient 3,3 points de plus qu'au niveau national. En 2017, Emmanuel Macron obtient près de 6 points de moins qu'au niveau national.
| 2022 | Emmanuel Macron (55,28 %) (France : 58,55 %) | Marine Le Pen (44,72 %) (France : 41,45 %) | 74,68 % (France : 71,99 %) | 6,37 % (France : 6,23 %) |

| 2017 | Emmanuel Macron (60,42 %) (France : 66,10 %) | Marine Le Pen (39,58 %) (France : 33,90 %) | 76 % (France : 77,77 %) | 2,03 % (France : 2,47 %) |

| 2012 | François Hollande (54,94 %) (France : 51,64 %) | Nicolas Sarkozy (45,06 %) (France : 48,36 %) | 80,91 % (France : 80,35 %) | 1,9 % (France : 5,82 %) |

| 2007 | Nicolas Sarkozy (50,2 %) (France : 53,06 %) | Ségolène Royal (49,8 %) (France : 46,94 %) | 83,44 % (France : 83,97 %) | 1,46 % (France : 4,20 %) |

| 2002 | Jacques Chirac (82,58 %) (France : 82,21 %) | J.-M. Le Pen (17,42 %) (France : 17,79 %) | 73,54 % (France : 79,71 %) | 3,28 % (France : 3,38 %) |

| 1995 | Jacques Chirac (46,77 %) (France : 52,64 %) | Lionel Jospin (53,23 %) (France : 47,36 %) | 79,63 % (France : 78,38 %) | 2,75 % (France : 2,81 %) |

| 1988 | François Mitterrand (60,66 %) (France : 54,02 %) | Jacques Chirac (39,34 %) (France : 45,98 % %) | 82,25 % (France : 81,35 %) | 2,06 % (France : 2,00 %) |

| 1981 | François Mitterrand (55,46 %) (France : 51,76 %) | Valéry Giscard d'Estaing (44,54 %) (France : 48,24 %) | 83,59 % (France : 81,09 %) | 1,6 % (France : 1,62 %) |

| 1974 | Valéry Giscard d'Estaing (46,57 %) (France : 50,81 %) | François Mitterrand (53,43 %) (France : 49,19 %) | 85,59 % (France : 84,23 %) | 0,94 % (France : 0,92 %) |

| 1969 | Georges Pompidou (57,93 %) (France : 58,21 %) | Alain Poher (42,07 %) (France : 41,79 %) | 78,95 % (France : 77,59 %) | 1,33 % (France : 1,29 %) |

| 1965 | Charles de Gaulle (51,58 %) (France : 55,20 %) | François Mitterrand (48,42 %) (France : 44,80 %) | 85,97 % (France : 84,75 %) | 0,98 % (France : 1,01 %) |

|  | ▲ |

## Résultats détaillés par scrutin

### 2022
Arrivé en tête du premier tour, le président sortant Emmanuel Macron (27,85 %) affronte Marine Le Pen (23,15 %), un duel identique à celui du scrutin de 2017. C'est la deuxième fois qu'un second tour opposant les mêmes candidats à deux scrutins présidentiels consécutifs a lieu après ceux où se sont affrontés Valéry Giscard d'Estaing et François Mitterrand en 1974 et 1981.
En troisième position avec 21,95 % des voix, Jean-Luc Mélenchon réalise le score le plus élevé de ses trois candidatures et arrive largement en tête de la gauche, mais échoue à accéder au second tour, avec environ 400 000 voix de moins que Marine Le Pen.
Une nouvelle fois, les partis politiques traditionnels sont absents du second tour, dans des proportions encore plus importantes que lors de la précédente élection. Le Parti socialiste et Les Républicains, représentés respectivement par Anne Hidalgo et Valérie Pécresse, s'effondrent avec des scores historiquement faibles et n'atteignent pas le seuil des 5 %, condition permettant d'être remboursé des frais de campagne.
Pour la première fois, les candidatures classées à l'extrême droite dépassent le seuil de 30 % des suffrages exprimés au premier tour tandis que les sondages d'opinion laissent annoncer un duel serré face au président sortant, la possibilité d'une victoire pour Marine Le Pen étant pour la première fois envisagée par ceux-ci.
Le second tour voit Emmanuel Macron l'emporter par 58,55 % des suffrages exprimés, permettant ainsi au président sortant d'entamer un second mandat. Le septennat ayant été aboli en 2000, il devient ainsi le premier président de la République française à être réélu pour un deuxième quinquennat, le deuxième président de la Cinquième République réélu hors période de cohabitation et le quatrième président de la Cinquième République réélu.
Dans la Seine-Maritime, Emmanuel Macron  arrive en tête du premier tour avec 27,95% des exprimés, suivi de Marine Le Pen (27,65 %) Jean-Luc Mélenchon (21,17 %) et Éric Zemmour (5,19 %). Au second tour, les électeurs ont voté à 55,28% pour Emmanuel Macron contre 44,72% pour Marine Le Pen avec un taux de participation de 74,68 % des inscrits.
| Candidats                | Candidats                | Partis                   | Premier tour | Premier tour | Second tour | Second tour |
| Candidats                | Candidats                | Partis                   | Voix         | %            | Voix        | %           |
| ------------------------ | ------------------------ | ------------------------ | ------------ | ------------ | ----------- | ----------- |
|                          | Emmanuel Macron          | LREM                     | 179 698      | 27,95        | 332 146     | 55,28       |
|                          | Marine Le Pen            | RN                       | 177 806      | 27,65        | 268 699     | 44,72       |
|                          | Jean-Luc Mélenchon       | LFI                      | 136 136      | 21,17        |             |             |
|                          | Éric Zemmour             | REC                      | 33 361       | 5,19         |             |             |
|                          | Yannick Jadot            | EELV                     | 24 785       | 3,85         |             |             |
|                          | Valérie Pécresse         | LR                       | 24 281       | 3,78         |             |             |
|                          | Fabien Roussel           | PCF                      | 19 896       | 3,09         |             |             |
|                          | Jean Lassalle            | RES                      | 13 588       | 2,11         |             |             |
|                          | Nicolas Dupont-Aignan    | DLF                      | 12 365       | 1,92         |             |             |
|                          | Anne Hidalgo             | PS                       | 11 139       | 1,73         |             |             |
|                          | Philippe Poutou          | NPA                      | 5 477        | 0,85         |             |             |
|                          | Nathalie Arthaud         | LO                       | 4 433        | 0,69         |             |             |
|                          |                          |                          |              |              |             |             |
| Votes valides            | Votes valides            | Votes valides            | 642 965      | 97,85        | 600 845     | 91,46       |
| Votes blancs             | Votes blancs             | Votes blancs             | 10 982       | 1,67         | 44 668      | 6,80        |
| Votes nuls               | Votes nuls               | Votes nuls               | 3 158        | 0,48         | 11 402      | 1,74        |
| Total                    | Total                    | Total                    | 657 105      | 100          | 656 915     | 100         |
| Abstention               | Abstention               | Abstention               | 222 147      | 25,27        | 222 738     | 25,32       |
| Inscrits / participation | Inscrits / participation | Inscrits / participation | 879 252      | 74,73        | 879 653     | 74,68       |

### 2017
Le premier tour de l'élection présidentielle de 2017 voit s'affronter onze candidats. Emmanuel Macron arrive en tête devant Marine Le Pen et tous deux se qualifient pour le second tour. Néanmoins, avec François Fillon et Jean-Luc Mélenchon, les scores des quatre candidats ayant recueilli le plus de voix sont serrés (4,43 points entre le 1er et le 4e). Pour la première fois, aucun des candidats des deux partis politiques pourvoyeurs jusque-là des présidents de la Ve République, n'est présent au second tour. Celui-ci se tient le dimanche 7 mai et se solde par la victoire d'Emmanuel Macron, avec un total de 20 753 798 bulletins de vote en sa faveur, soit 66,10 % des suffrages exprimés, face à la candidate du Front national, qui recueille 33,90 %. Le scrutin est néanmoins marqué par une forte abstention et par un record de votes blancs ou nuls.
Dans la Seine-Maritime, Marine Le Pen arrive en tête du premier tour avec 24,9 % des exprimés, suivie de Jean-Luc Mélenchon (22,2 %), Emmanuel Macron (21,23 %), François Fillon (17,24 %) et Benoît Hamon (6,05 %). Au second tour, les électeurs ont voté à 60,42 % pour Emmanuel Macron contre 39,58 % pour Marine Le Pen avec un taux de participation de 76 % des inscrits.
|             | FN          | Marine Le Pen         | 170 945 | 24,9 %     | 232 857 | 39,58 %    |  |  |
|             | LFi         | Jean-Luc Mélenchon    | 152 394 | 22,2 %     |         |            |  |  |
|             | EM          | Emmanuel Macron       | 145 756 | 21,23 %    | 355 441 | 60,42 %    |  |  |
|             | LR          | François Fillon       | 118 336 | 17,24 %    |         |            |  |  |
|             | PS          | Benoît Hamon          | 41 516  | 6,05 %     |         |            |  |  |
|             | DlF         | Nicolas Dupont-Aignan | 33 036  | 4,81 %     |         |            |  |  |
|             | NPA         | Philippe Poutou       | 8 321   | 1,21 %     |         |            |  |  |
|             | LO          | Nathalie Arthaud      | 5 356   | 0,78 %     |         |            |  |  |
|             | UPR         | François Asselineau   | 5 205   | 0,76 %     |         |            |  |  |
|             | RES         | Jean Lassalle         | 4 383   | 0,64 %     |         |            |  |  |
|             | SeP         | Jacques Cheminade     | 1 278   | 0,19 %     |         |            |  |  |
|             |             |                       |         |            |         |            |  |  |
|             |             |                       | Nombre  | % inscrits | Nombre  | % inscrits |  |  |
| Inscrits    | Inscrits    | Inscrits              | 881 658 |            | 880 756 |            |  |  |
| Abstentions | Abstentions | Abstentions           | 177 294 | 20,11 %    | 211 393 | 24 %       |  |  |
| Votants     | Votants     | Votants               | 704 364 | 79,89 %    | 669 363 | 76 %       |  |  |
|             |             |                       |         |            |         |            |  |  |
|             |             |                       |         | % votants  |         | % votants  |  |  |
| Blancs      | Blancs      | Blancs                | 14 085  | 1,6 %      | 64 519  | 7,33 %     |  |  |
| Nuls        | Nuls        | Nuls                  | 3 753   | 0,43 %     | 16 546  | 1,88 %     |  |  |
| Exprimés    | Exprimés    | Exprimés              | 686 526 | 77,87 %    | 588 298 | 66,79 %    |  |  |

### 2012
Hollande, désigné par le PS à la suite d'une primaire ouverte, devance Sarkozy dès le premier tour de l'élection présidentielle de 2012 : c'est la première fois qu'un président sortant est ainsi devancé. Au second tour, Sarkozy est battu mais par un écart plus faible qu'attendu.
Dans la Seine-Maritime, François Hollande arrive en tête du premier tour avec 29,4 % des exprimés, suivi de Nicolas Sarkozy (25,02 %), Marine Le Pen (18,9 %), Jean-Luc Mélenchon (13,2 %) et François Bayrou (7,83 %). Au second tour, les électeurs ont voté à 54,94 % pour François Hollande contre 45,06 % pour Nicolas Sarkozy avec un taux de participation de 81,11 % des inscrits.
|                | PS             | François Hollande     | 204 448 | 29,4 %     | 366 616 | 54,94 %    |  |  |
|                | UMP            | Nicolas Sarkozy       | 174 024 | 25,02 %    | 300 657 | 45,06 %    |  |  |
|                | FN             | Marine Le Pen         | 131 416 | 18,9 %     |         |            |  |  |
|                | FG             | Jean-Luc Mélenchon    | 91 759  | 13,2 %     |         |            |  |  |
|                | MoDem          | François Bayrou       | 54 446  | 7,83 %     |         |            |  |  |
|                | DLF            | Nicolas Dupont-Aignan | 12 445  | 1,79 %     |         |            |  |  |
|                | EELV           | Éva Joly              | 11 356  | 1,63 %     |         |            |  |  |
|                | NPA            | Philippe Poutou       | 8 918   | 1,28 %     |         |            |  |  |
|                | LO             | Nathalie Arthaud      | 4 918   | 0,71 %     |         |            |  |  |
|                | S&P            | Jacques Cheminade     | 1 671   | 0,24 %     |         |            |  |  |
|                |                |                       |         |            |         |            |  |  |
|                |                |                       | Nombre  | % inscrits | Nombre  | % inscrits |  |  |
| Inscrits       | Inscrits       | Inscrits              | 876 165 |            | 876 129 |            |  |  |
| Abstentions    | Abstentions    | Abstentions           | 167 294 | 19,09 %    | 165 499 | 18,89 %    |  |  |
| Votants        | Votants        | Votants               | 708 871 | 80,91 %    | 710 630 | 81,11 %    |  |  |
|                |                |                       |         |            |         |            |  |  |
|                |                |                       |         | % votants  |         | % votants  |  |  |
| Blancs ou nuls | Blancs ou nuls | Blancs ou nuls        | 13 470  | 1,9 %      | 43 357  | 6,1 %      |  |  |
| Exprimés       | Exprimés       | Exprimés              | 695 401 | 98,1 %     | 667 273 | 98,1 %     |  |  |

### 2007
Au premier tour de l'élection présidentielle de 2007, Sarkozy réussit à capter une partie des voix de Le Pen et arrive largement en tête. Royal est la première femme qualifiée pour le second tour d'une élection présidentielle. Elle est battue avec une avance de 6 points.
Dans la Seine-Maritime, Nicolas Sarkozy arrive en tête du premier tour avec 28,42 % des exprimés, suivi de Ségolène Royal (25,91 %), François Bayrou (17,16 %), Jean-Marie Le Pen (11,46 %) et Olivier Besancenot (5,78 %). Au second tour, les électeurs ont voté à 50,2 % pour Nicolas Sarkozy contre 49,8 % pour Ségolène Royal avec un taux de participation de 84,51 % des inscrits.
|                | UMP            | Nicolas Sarkozy      | 204 170 | 28,42 %    | 354 988 | 50,2 %     |  |  |
|                | PS             | Ségolène Royal       | 186 140 | 25,91 %    | 352 174 | 49,8 %     |  |  |
|                | UDF            | François Bayrou      | 123 248 | 17,16 %    |         |            |  |  |
|                | FN             | Jean-Marie Le Pen    | 82 333  | 11,46 %    |         |            |  |  |
|                | LCR            | Olivier Besancenot   | 41 537  | 5,78 %     |         |            |  |  |
|                | GPA            | Marie-George Buffet  | 20 153  | 2,81 %     |         |            |  |  |
|                | MPF            | Philippe de Villiers | 16 149  | 2,25 %     |         |            |  |  |
|                | LO             | Arlette Laguiller    | 14 411  | 2,01 %     |         |            |  |  |
|                | Les Verts      | Dominique Voynet     | 10 852  | 1,51 %     |         |            |  |  |
|                | SE             | José Bové            | 8 623   | 1,2 %      |         |            |  |  |
|                | CPNT           | Frédéric Nihous      | 8 289   | 1,15 %     |         |            |  |  |
|                | CNRSP          | Gérard Schivardi     | 2 412   | 0,34 %     |         |            |  |  |
|                |                |                      |         |            |         |            |  |  |
|                |                |                      | Nombre  | % inscrits | Nombre  | % inscrits |  |  |
| Inscrits       | Inscrits       | Inscrits             | 873 585 |            | 873 623 |            |  |  |
| Abstentions    | Abstentions    | Abstentions          | 144 633 | 16,56 %    | 135 352 | 15,49 %    |  |  |
| Votants        | Votants        | Votants              | 728 952 | 83,44 %    | 738 271 | 84,51 %    |  |  |
|                |                |                      |         |            |         |            |  |  |
|                |                |                      |         | % votants  |         | % votants  |  |  |
| Blancs ou nuls | Blancs ou nuls | Blancs ou nuls       | 10 635  | 1,46 %     | 31 109  | 4,21 %     |  |  |
| Exprimés       | Exprimés       | Exprimés             | 718 317 | 98,54 %    | 707 162 | 95,79 %    |  |  |

### 2002
Après cinq années de cohabitation, un duel est attendu entre Chirac et le Premier ministre Jospin lors de l'élection présidentielle de 2002, mais, à la surprise générale, ce dernier est devancé par Le Pen au premier tour. Au second tour, Chirac bénéficie du ralliement de la gauche et reçoit un score sans précédent. Il s'agit de la première élection pour un mandat de cinq ans et non plus sept.
Dans la Seine-Maritime, Jacques  Chirac arrive en tête du premier tour avec 19,07 % des exprimés, suivi de Lionel  Jospin (16,78 %), Jean-Marie  Le Pen (16,22 %), Arlette Laguiller (7,88 %) et François Bayrou (6,04 %). Au second tour, les électeurs ont voté à 82,58 % pour Jacques  Chirac contre 17,42 % pour Jean-Marie  Le Pen avec un taux de participation de 80,35 % des inscrits.
|                | RPR            | Jacques Chirac          | 113 654 | 19,07 %    | 526 653 | 82,58 %    |  |  |
|                | PS             | Lionel Jospin           | 100 010 | 16,78 %    |         |            |  |  |
|                | FN             | Jean-Marie Le Pen       | 96 671  | 16,22 %    | 111 107 | 17,42 %    |  |  |
|                | LO             | Arlette Laguiller       | 46 966  | 7,88 %     |         |            |  |  |
|                | UDF            | François Bayrou         | 35 963  | 6,04 %     |         |            |  |  |
|                | LCR            | Olivier Besancenot      | 30 415  | 5,1 %      |         |            |  |  |
|                | Les Verts      | Noël Mamère             | 29 290  | 4,92 %     |         |            |  |  |
|                | MC             | Jean-Pierre Chevènement | 27 872  | 4,68 %     |         |            |  |  |
|                | PC             | Robert Hue              | 27 170  | 4,56 %     |         |            |  |  |
|                | CPNT           | Jean Saint-Josse        | 22 320  | 3,75 %     |         |            |  |  |
|                | DL             | Alain Madelin           | 19 315  | 3,24 %     |         |            |  |  |
|                | MNR            | Bruno Mégret            | 15 861  | 2,66 %     |         |            |  |  |
|                | PRG            | Christiane Taubira      | 11 256  | 1,89 %     |         |            |  |  |
|                | Cap21          | Corinne Lepage          | 10 297  | 1,73 %     |         |            |  |  |
|                | FRS            | Christine Boutin        | 5 478   | 0,92 %     |         |            |  |  |
|                | PT             | Daniel Gluckstein       | 3 316   | 0,56 %     |         |            |  |  |
|                |                |                         |         |            |         |            |  |  |
|                |                |                         | Nombre  | % inscrits | Nombre  | % inscrits |  |  |
| Inscrits       | Inscrits       | Inscrits                | 837 659 |            | 837 552 |            |  |  |
| Abstentions    | Abstentions    | Abstentions             | 221 603 | 26,46 %    | 164 556 | 19,65 %    |  |  |
| Votants        | Votants        | Votants                 | 616 056 | 73,54 %    | 672 996 | 80,35 %    |  |  |
|                |                |                         |         |            |         |            |  |  |
|                |                |                         |         | % votants  |         | % votants  |  |  |
| Blancs ou nuls | Blancs ou nuls | Blancs ou nuls          | 20 202  | 3,28 %     | 35 236  | 5,24 %     |  |  |
| Exprimés       | Exprimés       | Exprimés                | 595 854 | 96,72 %    | 637 760 | 94,76 %    |  |  |

### 1995
Après une nouvelle cohabitation et alors que la droite est particulièrement divisée entre Chirac et le Premier ministre Balladur, Jospin réussit à arriver en tête au premier tour de l'élection présidentielle de 1995, malgré la très lourde défaite de la gauche aux législatives de 1993. Au second tour, il est battu par Chirac.
Dans la Seine-Maritime, Lionel Jospin arrive en tête du premier tour avec 23,65 % des exprimés, suivi d'Édouard Balladur (18,32 %), Jacques Chirac (16,95 %), Jean-Marie Le Pen (15,79 %) et Robert Hue (11,63 %). Au second tour, les électeurs ont voté à 53,23 % pour Lionel Jospin contre 46,77 % pour Jacques Chirac avec un taux de participation de 79,17 % des inscrits.
|                | PS             | Lionel Jospin        | 152 328 | 23,65 %    | 328 426 | 53,23 %    |  |  |
|                | RPR            | Édouard Balladur     | 117 988 | 18,32 %    |         |            |  |  |
|                | RPR            | Jacques Chirac       | 109 160 | 16,95 %    | 288 597 | 46,77 %    |  |  |
|                | FN             | Jean-Marie Le Pen    | 101 722 | 15,79 %    |         |            |  |  |
|                | PC             | Robert Hue           | 74 903  | 11,63 %    |         |            |  |  |
|                | LO             | Arlette Laguiller    | 41 689  | 6,47 %     |         |            |  |  |
|                | MPF            | Philippe de Villiers | 24 811  | 3,85 %     |         |            |  |  |
|                | Les Verts      | Dominique Voynet     | 19 842  | 3,08 %     |         |            |  |  |
|                | S&P            | Jacques Cheminade    | 1 687   | 0,26 %     |         |            |  |  |
|                |                |                      |         |            |         |            |  |  |
|                |                |                      | Nombre  | % inscrits | Nombre  | % inscrits |  |  |
| Inscrits       | Inscrits       | Inscrits             | 831 766 |            | 831 570 |            |  |  |
| Abstentions    | Abstentions    | Abstentions          | 169 392 | 20,37 %    | 173 192 | 20,83 %    |  |  |
| Votants        | Votants        | Votants              | 662 374 | 79,63 %    | 658 378 | 79,17 %    |  |  |
|                |                |                      |         |            |         |            |  |  |
|                |                |                      |         | % votants  |         | % votants  |  |  |
| Blancs ou nuls | Blancs ou nuls | Blancs ou nuls       | 18 244  | 2,75 %     | 41 355  | 6,28 %     |  |  |
| Exprimés       | Exprimés       | Exprimés             | 644 130 | 97,25 %    | 617 023 | 93,72 %    |  |  |

### 1988
Après deux ans de cohabitation, Mitterrand affronte le Premier ministre Chirac lors de l'élection présidentielle de 1988. Le Pen obtient au premier tour un score jusque-là sans précédent pour un parti d'extrême droite. Au second tour, Mitterrand est facilement réélu.
Dans la Seine-Maritime, François Mitterrand arrive en tête du premier tour avec 39,03 % des exprimés, suivi de Jacques Chirac (16,77 %), Raymond Barre (16,06 %), Jean-Marie Le Pen (11,23 %) et André Lajoinie (8,64 %). Au second tour, les électeurs ont voté à 60,66 % pour François Mitterrand contre 39,34 % pour Jacques Chirac avec un taux de participation de 84,29 % des inscrits.
|                | PS                    | François Mitterrand | 254 044 | 39,03 %    | 398 619 | 60,66 %    |  |  |
|                | RPR                   | Jacques Chirac      | 109 137 | 16,77 %    | 258 503 | 39,34 %    |  |  |
|                | SE                    | Raymond Barre       | 104 552 | 16,06 %    |         |            |  |  |
|                | FN                    | Jean-Marie Le Pen   | 73 097  | 11,23 %    |         |            |  |  |
|                | PC                    | André Lajoinie      | 56 237  | 8,64 %     |         |            |  |  |
|                | Les Verts             | Antoine Waechter    | 21 820  | 3,35 %     |         |            |  |  |
|                | LO                    | Arlette Laguiller   | 15 701  | 2,41 %     |         |            |  |  |
|                | Communiste rénovateur | Pierre Juquin       | 13 460  | 2,07 %     |         |            |  |  |
|                | MPT                   | Pierre Boussel      | 2 842   | 0,44 %     |         |            |  |  |
|                |                       |                     |         |            |         |            |  |  |
|                |                       |                     | Nombre  | % inscrits | Nombre  | % inscrits |  |  |
| Inscrits       | Inscrits              | Inscrits            | 808 059 |            | 807 671 |            |  |  |
| Abstentions    | Abstentions           | Abstentions         | 143 459 | 17,75 %    | 126 890 | 15,71 %    |  |  |
| Votants        | Votants               | Votants             | 664 600 | 82,25 %    | 680 781 | 84,29 %    |  |  |
|                |                       |                     |         |            |         |            |  |  |
|                |                       |                     |         | % votants  |         | % votants  |  |  |
| Blancs ou nuls | Blancs ou nuls        | Blancs ou nuls      | 13 710  | 2,06 %     | 23 659  | 3,48 %     |  |  |
| Exprimés       | Exprimés              | Exprimés            | 650 890 | 97,94 %    | 657 122 | 96,52 %    |  |  |

### 1981
Lors de l'élection présidentielle de 1981, Giscard d'Estaing arrive en tête au premier tour et affronte, comme la fois précédente, Mitterrand. Pour la première fois, un président sortant est battu : Mitterrand devient le premier président de gauche de la Ve République.
Dans la Seine-Maritime, Valéry Giscard d'Estaing arrive en tête du premier tour avec 28,08 % des exprimés, suivi de François Mitterrand (26,58 %), Georges Marchais (19,15 %), Jacques Chirac (14,19 %) et Brice Lalonde (3,73 %). Au second tour, les électeurs ont voté à 53,43 % pour François Mitterrand contre 44,54 % pour Valéry Giscard d'Estaing avec un taux de participation de 87,32 % des inscrits.
|                | UDF            | Valéry Giscard d'Estaing | 180 848 | 28,08 %    | 296 861 | 44,54 %    |  |  |
|                | PS             | François Mitterrand      | 171 161 | 26,58 %    | 369 569 | 55,46 %    |  |  |
|                | PC             | Georges Marchais         | 123 304 | 19,15 %    |         |            |  |  |
|                | RPR            | Jacques Chirac           | 91 409  | 14,19 %    |         |            |  |  |
|                | MEP            | Brice Lalonde            | 24 046  | 3,73 %     |         |            |  |  |
|                | LO             | Arlette Laguiller        | 17 824  | 2,77 %     |         |            |  |  |
|                | MRG            | Michel Crépeau           | 12 598  | 1,96 %     |         |            |  |  |
|                | Divers droite  | Michel Debré             | 9 518   | 1,48 %     |         |            |  |  |
|                | Divers droite  | Marie-France Garaud      | 6 997   | 1,09 %     |         |            |  |  |
|                | PSU            | Huguette Bouchardeau     | 6 317   | 0,98 %     |         |            |  |  |
|                |                |                          |         |            |         |            |  |  |
|                |                |                          | Nombre  | % inscrits | Nombre  | % inscrits |  |  |
| Inscrits       | Inscrits       | Inscrits                 | 782 984 |            | 782 968 |            |  |  |
| Abstentions    | Abstentions    | Abstentions              | 128 519 | 16,41 %    | 99 304  | 12,68 %    |  |  |
| Votants        | Votants        | Votants                  | 654 465 | 83,59 %    | 683 664 | 87,32 %    |  |  |
|                |                |                          |         |            |         |            |  |  |
|                |                |                          |         | % votants  |         | % votants  |  |  |
| Blancs ou nuls | Blancs ou nuls | Blancs ou nuls           | 10 443  | 1,6 %      | 17 234  | 2,52 %     |  |  |
| Exprimés       | Exprimés       | Exprimés                 | 644 022 | 98,4 %     | 666 430 | 97,48 %    |  |  |

### 1974
L'élection présidentielle de 1974 est une élection anticipée à la suite de la mort de Pompidou. Mitterrand, candidat unique de la gauche, est largement en tête au premier tour devant Giscard d'Estaing, qui distance lui-même Chaban-Delmas. Au terme d'une campagne animée, marquée par un débat télévisé tendu, Giscard d'Estaing l'emporte avec une très courte avance.
Dans la Seine-Maritime, François Mitterrand arrive en tête du premier tour avec 47,18 % des exprimés, suivi de Valéry Giscard d'Estaing (32,54 %), Jacques Chaban-Delmas (12,16 %), Arlette Laguiller (2,49 %) et Jean Royer (2,12 %). Au second tour, les électeurs ont voté à 53,43 % pour François Mitterrand contre 46,57 % pour Valéry Giscard d'Estaing avec un taux de participation de 88,03 % des inscrits.
|                | PS             | François Mitterrand      | 264 711 | 47,18 %    | 306 427 | 53,43 %    |  |  |
|                | RI             | Valéry Giscard d'Estaing | 182 580 | 32,54 %    | 267 086 | 46,57 %    |  |  |
|                | UDR            | Jacques Chaban-Delmas    | 68 230  | 12,16 %    |         |            |  |  |
|                | LO             | Arlette Laguiller        | 13 977  | 2,49 %     |         |            |  |  |
|                | SE             | Jean Royer               | 11 876  | 2,12 %     |         |            |  |  |
|                | SE, écologiste | René Dumont              | 7 614   | 1,36 %     |         |            |  |  |
|                | MDSF           | Émile Muller             | 3 729   | 0,66 %     |         |            |  |  |
|                | FN             | Jean-Marie Le Pen        | 3 677   | 0,66 %     |         |            |  |  |
|                | FCR            | Alain Krivine            | 2 374   | 0,42 %     |         |            |  |  |
|                | NAR            | Bertrand Renouvin        | 970     | 0,17 %     |         |            |  |  |
|                | MFE            | Jean-Claude Sebag        | 938     | 0,17 %     |         |            |  |  |
|                |                |                          |         |            |         |            |  |  |
|                |                |                          | Nombre  | % inscrits | Nombre  | % inscrits |  |  |
| Inscrits       | Inscrits       | Inscrits                 | 661 722 |            | 661 491 |            |  |  |
| Abstentions    | Abstentions    | Abstentions              | 95 362  | 14,41 %    | 79 164  | 11,97 %    |  |  |
| Votants        | Votants        | Votants                  | 566 360 | 85,59 %    | 582 327 | 88,03 %    |  |  |
|                |                |                          |         |            |         |            |  |  |
|                |                |                          |         | % votants  |         | % votants  |  |  |
| Blancs ou nuls | Blancs ou nuls | Blancs ou nuls           | 5 346   | 0,94 %     | 8 814   | 1,51 %     |  |  |
| Exprimés       | Exprimés       | Exprimés                 | 561 014 | 99,06 %    | 573 513 | 98,49 %    |  |  |

### 1969
L'élection présidentielle de 1969 est une élection anticipée à la suite de la démission de De Gaulle. La gauche se lance désunie dans la course et, bien que Duclos (PCF) manque de le devancer, c'est le président par intérim Poher qui accède au second tour face à l'ex-Premier ministre Pompidou. Alors que Duclos refuse d'appeler à voter au second tour pour « bonnet blanc ou blanc bonnet », Pompidou est finalement largement élu.
Dans la Seine-Maritime, Georges Pompidou arrive en tête du premier tour avec 41,44 % des exprimés, suivi de Jacques Duclos (26,68 %), Alain Poher (20,96 %), Gaston Defferre (4,45 %) et Michel Rocard (4 %). Au second tour, les électeurs ont voté à 57,93 % pour Georges Pompidou contre 42,07 % pour Alain Poher avec un taux de participation de 64,38 % des inscrits.
|                | UDR            | Georges Pompidou | 205 912 | 41,44 %    | 220 051 | 57,93 %    |  |  |
|                | PC             | Jacques Duclos   | 132 556 | 26,68 %    |         |            |  |  |
|                | CD             | Alain Poher      | 104 162 | 20,96 %    | 159 803 | 42,07 %    |  |  |
|                | SFIO           | Gaston Defferre  | 22 095  | 4,45 %     |         |            |  |  |
|                | PSU            | Michel Rocard    | 19 858  | 4 %        |         |            |  |  |
|                | SE             | Louis Ducatel    | 7 283   | 1,47 %     |         |            |  |  |
|                | LC             | Alain Krivine    | 5 009   | 1,01 %     |         |            |  |  |
|                |                |                  |         |            |         |            |  |  |
|                |                |                  | Nombre  | % inscrits | Nombre  | % inscrits |  |  |
| Inscrits       | Inscrits       | Inscrits         | 637 829 |            | 637 675 |            |  |  |
| Abstentions    | Abstentions    | Abstentions      | 134 242 | 21,05 %    | 227 141 | 35,62 %    |  |  |
| Votants        | Votants        | Votants          | 503 587 | 78,95 %    | 410 534 | 64,38 %    |  |  |
|                |                |                  |         |            |         |            |  |  |
|                |                |                  |         | % votants  |         | % votants  |  |  |
| Blancs ou nuls | Blancs ou nuls | Blancs ou nuls   | 6 712   | 1,33 %     | 30 680  | 7,47 %     |  |  |
| Exprimés       | Exprimés       | Exprimés         | 496 875 | 98,67 %    | 379 854 | 92,53 %    |  |  |

### 1965
L'élection présidentielle de 1965 est la première élection au suffrage universel direct à la suite du référendum d'octobre 1962. De Gaulle est mis en ballottage, à la surprise générale, par Mitterrand, candidat unique de la gauche. La campagne du second tour est axée sur l'Europe et les relations internationales ainsi que sur l'armement nucléaire. De Gaulle est finalement réélu avec une large avance.
Dans la Seine-Maritime, Charles de Gaulle arrive en tête du premier tour avec 41,17 % des exprimés, suivi de François Mitterrand (33,87 %), Jean Lecanuet (19,29 %), Jean-Louis Tixier-Vignancour (3,22 %) et Pierre Marcilhacy (1,37 %). Au second tour, les électeurs ont voté à 51,58 % pour Charles de Gaulle contre 48,42 % pour François Mitterrand avec un taux de participation de 85,13 % des inscrits.
|                | UNR            | Charles de Gaulle            | 217 420 | 41,17 %    | 263 685 | 51,58 %    |  |  |
|                | CIR            | François Mitterrand          | 178 890 | 33,87 %    | 247 507 | 48,42 %    |  |  |
|                | MRP            | Jean Lecanuet                | 101 889 | 19,29 %    |         |            |  |  |
|                | SE             | Jean-Louis Tixier-Vignancour | 17 012  | 3,22 %     |         |            |  |  |
|                | PLE            | Pierre Marcilhacy            | 7 221   | 1,37 %     |         |            |  |  |
|                | SE             | Marcel Barbu                 | 5 710   | 1,08 %     |         |            |  |  |
|                |                |                              |         |            |         |            |  |  |
|                |                |                              | Nombre  | % inscrits | Nombre  | % inscrits |  |  |
| Inscrits       | Inscrits       | Inscrits                     | 620 379 |            | 620 227 |            |  |  |
| Abstentions    | Abstentions    | Abstentions                  | 87 034  | 14,03 %    | 92 249  | 14,87 %    |  |  |
| Votants        | Votants        | Votants                      | 533 345 | 85,97 %    | 527 978 | 85,13 %    |  |  |
|                |                |                              |         |            |         |            |  |  |
|                |                |                              |         | % votants  |         | % votants  |  |  |
| Blancs ou nuls | Blancs ou nuls | Blancs ou nuls               | 5 203   | 0,98 %     | 16 786  | 3,18 %     |  |  |
| Exprimés       | Exprimés       | Exprimés                     | 528 142 | 99,02 %    | 511 192 | 96,82 %    |  |  |